# Сонрека
Сонрека — река в России, протекает по Лоухскому району Карелии.
Исток — Юлозеро (высота — 73,5 м над уровнем моря), в 16 км северо-восточнее посёлка Амбарный. Протекает через Сонозеро и Алозеро. Впадает в Белое море у бывшего населённого пункта Соностров. Длина реки составляет 26 км, площадь водосборного бассейна 167 км².

## Данные водного реестра
По данным государственного водного реестра России относится к Баренцево-Беломорскому бассейновому округу, водохозяйственный участок реки — реки бассейна Белого моря от западной границы бассейна реки Нива до северной границы бассейна реки Кемь, без реки Ковда. Речной бассейн реки — бассейны рек Кольского полуострова и Карелии, впадает в Белое море.
Код объекта в государственном водном реестре — 02020000712102000001912.